# Exército Nacional para a Libertação de Uganda
Exército Nacional para a Libertação de Uganda (em inglês:  National Army for the Liberation of Uganda, abreviado como NALU) foi um grupo rebelde que se opunha ao governo ugandense. Foi formado em 1988, no oeste de Uganda, e mudou-se para o leste da República Democrática do Congo, onde se fundiu com as Forças Democráticas Aliadas (ADF), outro grupo rebelde ugandense.
O Exército Nacional para a Libertação de Uganda foi criado por Amon Bazira, ex-vice-ministro de Milton Obote. Depois de negociar o armistício entre o grupo secessionista Rwenzururu da era colonial e o governo regime de Obote em 1982, contou com o apoio financeiro dos governos queniano e congolês para renovar a resistência contra o novo governo sob o Movimento de Resistência Nacional. A Força de Defesa Popular de Uganda levou o Exército Nacional para a Libertação de Uganda à República Democrática do Congo, onde a força foi erodida até que os últimos remanescentes se juntaram ao Movimento Democrático Aliado e ao Exército de Libertação Muçulmano de Uganda para formar as Forças Democráticas Aliadas, com o patrocínio do governo sudanês.